# Partizanska eskadrila
Partizanska eskadrila (Brasil: Esquadrão de Batalha ), é um filme de guerra e drama iugoslavo de 1979 baseado parcialmente em fatos reais. Foi dirigido por Hajrudin Krvavac, e escrito por Djordje Lebovic e Miljenko Smoje. Os principais papéis são interpretados por Bekim Fehmiu, Velimir 'Bata' Zivojinovic e Ljubisa Samardzic.

## Sinopse
Na primavera de 1942, a força aérea alemã tinha domínio total, não apenas no céu da Iugoslávia, mas também em quase toda a Europa. Partisans na Iugoslávia naquela época tinham aviões que, como outras armas, foram tomadas do inimigo. O filme é sobre a criação do esquadrão partisan e suas primeiras batalhas.

## Elenco
- Bekim Fehmiu como Major Dragan
- Velimir 'Bata' Zivojinovic como Vuk
- Ljubisa Samardzic como Zare
- Rados Bajic como Dalibor
- Radko Polic como Klauberg
- Branko Plesa como Von Norden
- Faruk Begolli como Tenente Begovic
- Branko Djuric como Slaven
- Jordanco Cevrevski como Zeko
- Zlata Petkovic como Jelena
- Suada Ahmetasevic como Milja
- Aljosa Vuckovic como Boris
- Ljuba Tadic como Comandante partisan
- Peter Carsten como General alemão
- Dragomir Felba como Djed
- Demeter Bitenc como Coronel alemão
- Vojin Kajganic como Valdman
- Rudi Alvadj como Sargento alemão
- Zdenko Jelcic como Orlovic
- Dragan Jovicic como Zlatko Kovacic
- Miodrag Brezo como Partisan
- Zdravko Biogradlija como Comandante alemão
- Zarko Mijatovic como Partisan
- Ramiz Sekic como Aviador
- Marinko Sebez como Tomislav Uzelac
- Zlatko Martincevic como Comandante partisan
- Ljupko Zulj como Piloto alemão
- Srdjan Ilic como Piloto (não creditado)
- Miodrag Krivokapic como Milan (não creditado)

## Prêmios
Pula Film Festival (Silver Arena)
| Ano            | Categoria        | Indicado(s) | Resultado |
| -------------- | ---------------- | ----------- | --------- |
| 1979           |                  |             |           |
| Melhor Diretor | Hajrudin Krvavac | Venceu      |           |